# ウィリアム・フェッセンデン
ウィリアム・ピット・フェッセンデン（William Pitt Fessenden, 1806年10月16日 - 1869年9月8日）は、アメリカ合衆国の政治家。ホイッグ党・共和党の党員として連邦議会の上院議員および下院議員を合計10期20年務め、南北戦争末期にはエイブラハム・リンカーン大統領の下で財務長官を務めた。

## 生涯

### 青年期
1806年、ニューハンプシャー州ボスコーウェンにおいてサミュエル・フェッセンデンの息子として誕生した。地元の公立学校で学んだ後、メイン州のボウディン大学を1827年に卒業した。大学で法学を学んだフェッセンデンは同年にメイン州から弁護士としての認可を受け、父の下で弁護士としての活動を開始した。

### 州議会議員時代
1832年、フェッセンデンはホイッグ党の党員としてメイン州下院議員に選出された。メインは州下院議員を1840年まで合計4期務め、奴隷制度に反対する活動を行った。1840年、フェッセンデンは連邦議会の下院議員にホイッグ党から立候補し、当選を果たした。フェッセンデンは続く1842年にもホイッグ党から出馬要請を受けたが、フェッセンデンはこれを断った。その後1845年から1846年まで再び州下院議員を務めた。
1852年、フェッセンデンは再びアメリカ合衆国下院議員にホイッグ党から再び立候補した。しかしながらこの選挙においてフェッセンデンは落選し、州の下院議員に甘んじることになった。

### 上院議員時代
1853年、フェッセンデンはホイッグ党や反奴隷主義の民主党員から支持を受け、アメリカ合衆国上院議員に選任された。そして上院議員に着任すると間もなく、フェッセンデンはカンザス・ネブラスカ法に反対する主張を始めた。1854年にホイッグ党が解党し共和党を結成されると、フェッセンデンはこれに合流し、1860年の再選を果たした。
フェッセンデンは、第37回から第39回までの連邦議会において上院財政委員会の議長を務め、さらに第40回連邦議会では上院公共土地建物委員会の議長を、第41回連邦議会では上院歳出委員会と両院再建委員会の議長を務めた。

### 財務長官時代

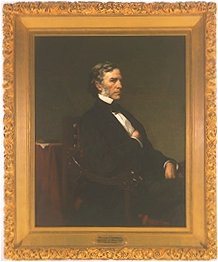
ウィリアム・フェッセンデンの肖像画

南北戦争末期の1864年、エイブラハム・リンカーン大統領はサーモン・チェイスの財務長官辞任を受け、後任にフェッセンデンを指名した。フェッセンデンの登用は上院財政委員会での活躍を受けてのものであったが、当時のフェッセンデンの健康状態はあまり芳しくない状態であった。またフェッセンデンは、財務長官職に求められる責任・労働は健康の回復に悪影響を与えるだろうと考えていた。だがフェッセンデンはリンカーン大統領から、「祖国と国庫状態に鑑みると、人民のために身を削ることも必要だ」と説得された。
フェッセンデンは当時の財政問題を合衆国中で最もよく熟知している人物として評価を受けており、わずか7ヶ月の在任期間中にフェッセンデンが行った国家財政は、きわめて効率的なものであった。フェッセンデンは財務長官として大きな成功を収めたが、フェッセンデン自身はその仕事に満足してはいなかった。1865年1月にメイン州議会から再度上院議員に選出されたこと、また財政状態がかなり改善されたことを受け、同年2月6日に大統領宛に辞任を願い出る旨の書簡を送り、できるだけ早めに解任してもらえるよう要請した。
そして同年3月3日、後任のヒュー・マカロックにその業務を引継ぎ、フェッセンデンは財務長官を退任した。

### 晩年
1869年、フェッセンデンはメイン州ポートランドで死去した。遺体は同市内のウェスタン墓地に埋葬された。その後、フェッセンデンの家族によりフェッセンデンの遺体は同市内のエヴァーグリーン墓地の墓標のない墓に埋め替えられた。